# Sandhedsværdi
En sandhedsværdi er inden for logisk algebra værdien af et udsagn, som enten kan være sandt eller falsk.
Regning med sandhedsværdier har, siden George Boole indførte disciplinen, været central for behandlingen af matematiske udsagn.
Inden for datalogi regner man også med sandhedsværdier, for det første fordi computerteknologi jo er baseret på enheden bit, der også kun kan antage to værdier (0 eller 1), for det andet fordi man i programmering til en computer hele tiden skal kontrollere flowet i computerprogrammet ved at vurdere sandhedsværdier (i datalogi/programmering oftest kaldet en boolean).
| Matematik | Spire Denne artikel om matematik er en spire som bør udbygges. Du er velkommen til at hjælpe Wikipedia ved at udvide den. |

| filosofi | Spire Denne filosofiartikel er en spire som bør udbygges. Du er velkommen til at hjælpe Wikipedia ved at udvide den. |